# Hoho cornishi
Hoho cornishi is een vlokreeftensoort uit de familie van de Maeridae. De wetenschappelijke naam van de soort is voor het eerst geldig gepubliceerd in 2006 door Hughes & Lowry.